# Mistrzostwa Oceanii w Judo 2008
22. Mistrzostwa Oceanii w judo odbywały się w dniach 21–22 marca 2008 roku w Christchurch. W tabeli medalowej tryumfowali zapaśnicy z Australii.

## Klasyfikacja medalowa
| Miejsce | Państwo             |    |    |    | Razem |
| ------- | ------------------- | -- | -- | -- | ----- |
| 1       | Australia           | 12 | 10 | 8  | 30    |
| 2       | Nowa Zelandia       | 2  | 3  | 5  | 10    |
| 3       | Fidżi               | 1  | 0  | 2  | 3     |
| 4       | Nowa Kaledonia ()   | 0  | 1  | 4  | 10    |
| 5       | Polinezja Francuska | 0  | 1  | 2  | 3     |
| 6       | Guam                | 0  | 0  | 1  | 1     |
| .       | Tonga               | 0  | 0  | 1  | 1     |
| Razem   | Razem               | 15 | 15 | 24 | 54    |

## Medaliści

### Mężczyźni
| Konkurencja: | Złoto:         | Srebro:           | Brąz:                                |
| −60 kg       | Matt D’Aquino  | Steven Giudice    | Gareth Carter Anthony Pouillen       |
| −66 kg       | Ivo Dos Santos | Steven Brown      | Taro Malcolm Paul Dulac              |
| −73 kg       | Dennis Iverson | Adrian Leat       | Andrew Collett Justin Mitchell       |
| −81 kg       | Mark Anthony   | Tom Hill          | Ryan Dill-Russell Josateki Naulu     |
| −90 kg       | Daniel Kelly   | Priscus Fogagnolo | Morgan Endicott-Davies Epoki Fakaosi |
| −100 kg      | Matt Celotti   | Mick Cutajar      | Jason Koster Justin Miller           |
| ponad 100 kg | Semir Pepic    | Stéphane Courtine | Ricardo Blas Jr. Nacanieli Qerewaqa  |
| Open         | Jason Koster   | Jérémy Picard     | Stéphane Courtine Teva Gouriou       |

### Kobiety
| Konkurencja: | Złoto:             | Srebro:           | Brąz:                        |
| −52 kg       | Kristie-Anne Ryder | Sonya Chervonsky  | Kelly Fong                   |
| −57 kg       | Mária Pekli        | Carli Renzi       | Sandrine Perel               |
| −63 kg       | Catherine Arlove   | Joy Williams      | Emily Bensted                |
| −70 kg       | Sisilia Nasiga     | Moira de Villiers | Zoe Bourke Gabrielle Clarke  |
| −78 kg       | Stephanie Grant    | Catherine Arscott | ----                         |
| ponad 78 kg  | Janelle Shepherd   | Simone Dahl       | Laisa Laveti                 |
| Open         | Moira de Villiers  | Stephanie Palumbo | Sandrine Perel Marion Poiret |